# Померун (колония)
Померун, Померон (нидерл. Pomeroon) — бывшая колония Нидерландов на северном побережье Южной Америки, на реке Померун. В конце XVI века первые голландские поселенцы подверглись нападению со стороны испанцев и местных индейцев и бежали внутрь Гвианы, основав колонию Эссекибо вокруг заброшенного португальского форта Кик-Овер-Ал. Вторая попытка колонизации началась в 1650 году, но она также в конечном счете оказалась безуспешной, поскольку французские корсары уничтожили колонию в 1689 году. В конце XVIII века началась третья попытка колонизации, на этот раз под юрисдикцией колонии Эссекибо.

## История

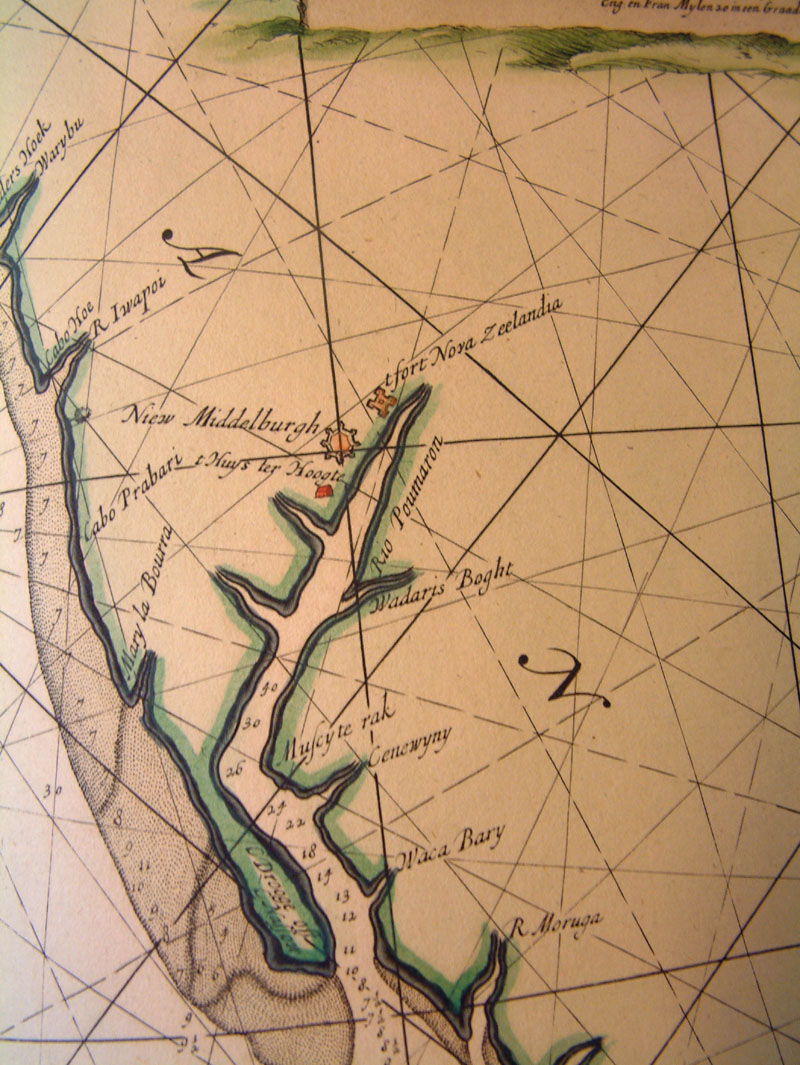
Карта Померуна, 1688, за год до разорения колонии французскими корсарами.

В 1581 году голландские колонисты из Зеландии обустроили первый торговый пост на берегах реки Померун. Этот торговый пост был разрушен местными индейцами и испанцами около 1596 года. Колонисты бежали во главе с своим командиром Йостом ван дер Хоуге к острову на реке Эссекибо и основали новую колонию — Эссекибо.
Новая и более серьезная попытка колонизации была инициирована в 1650 году, когда голландская Вест-Индская компания начала разбивать в области плантации, на которых были вынуждены работать африканские рабы. Центром колонии стал небольшой городок под названием Новый Мидделбург (Nieuw Middelburg), а для защиты колонистов была построена крепость Nova Zeelandia.
Французские корсары были серьезной угрозой для небольшой колонии. В 1689 году они атаковали колонию и полностью уничтожили её, постройки и сахарные заводы были сожжены, а рабы проданы во французские колонии. Плантации не были восстановлены, и колония была заброшена.
К концу XVIII века плантаторы вновь начали развивать плантации на берегах реки Померун. Теперь уже Померун вошел в состав голландской колонии Эссекибо-Демерара. В 1796 году англичане захватили Эссекибо и Демерару, так как Нидерланды были союзниками Франции в войне. По Амьенскому мирному договору колония была возвращена голландцам, но в течение ближайшего года англичане вновь её заняли. На Лондонской конвенции 1814 года Эссекибо, Демерара (в том числе земли вдоль реки Померун) и Бербис были переданы Великобритании и были сделаны частью Британской Гвианы в 1831 году.